# منتخب هندوراس لكأس ديفيز
منتخب هندوراس لكأس ديفيز (بالإسبانية: Equipo de Copa Davis de Honduras)‏ هو ممثل هندوراس الرسمي في كرة المضرب في كأس ديفيز.